# Hino do Paraná
O Hino do Paraná é um dos símbolos oficiais do estado, ao lado da bandeira e do brasão, símbolos adotados em 1947. Foi criado no ano de 1903. Tem como autores Domingos Nascimento (Guaraqueçaba, 31 de maio de 1863 - Curitiba, 30 de setembro de 1905), compondo a letra, e Bento Mossurunga (Castro, 6 de maio de 1879 - Curitiba, 23 de outubro de 1970), responsável pela (música). O hino foi oficializado pelo decreto-lei estadual nº 2.457, de 31 de março de 1947.
Sua primeira versão foi escrita em 1853, de autoria do professor João Baptista Brandão de Proença.